# Instituto Mises Brasil
Instituto Ludwig von Mises Brasil, simplesmente Instituto Mises Brasil (IMB), ou abreviado Mises Brasil, é uma think tank liberal brasileira cujo objetivo é disseminar ideias neoliberais e libertárias com ênfase na escola de pensamento econômico conhecida como Escola Austríaca, da qual o economista Ludwig von Mises foi um dos principais expoentes.
Apesar da existência do Instituto Ludwig von Mises nos Estados Unidos, o IMB não está subordinado a ele. Em abril de 2018 o Instituto Mises Brasil foi considerado pela Forbes, pelo quarto ano consecutivo, o think-tank liberal fora dos Estados Unidos de maior influência nas mídias sociais.
O instituto já organizou campanhas de protesto e conscientização sobre o impacto da carga tributária nos produtos vendidos no Brasil.

## História
O Instituto Mises foi fundado em 2007, localizando-se em um prédio comercial na cidade de São Paulo. Seus sócios e principais fundadores foram Hélio Coutinho Beltrão, Ubiratan Jorge Iorio de Souza, Fernando Fiori Chiocca, e Cristiano Fiori Chiocca.
Após atritos e discordâncias entre o presidente Helio Beltrão em meados de 2014 e 2015, os irmãos fundadores Fernando e Cristiano Chiocca romperam e fundaram um novo "IMB", atualmente chamado de Instituto Rothbard. Em abril de 2016, Fernando Fiori Chiocca, que foi diretor do IMB até 2014, processou a administração atual do instituto na Justiça do Trabalho. No decorrer da ação judicial, um acordo foi homologado entre Chiocca e o IMB no valor de 110 mil reais.

## Posicionamento político
O nome da instituição homenageia o economista Ludwig von Mises, um dos principais expoentes da escola de pensamento conhecida como Escola Austríaca. No entanto, Fábio Maia Ostermann, Mestre em Ciências Sociais (Ciência Política) no Programa de Pós-Graduação em Ciências Sociais da PUCRS, afirma que o instituto tem um viés "mais radical" das ideias liberais, "tendendo mais para as ideias do filósofo estadunidense anarcocapitalista Murray Rothbard do que propriamente para a obra do economista austríaco que dá nome à instituição".
O instituto defende o livre mercado, a propriedade privada e opõe intervenções estatais na economia e na sociedade. Segundo ao IMB, o Estado seria falho por criar grupos de interesse, fomentar a corrupção e limitar a liberdade dos cidadãos.